# Museo de Arte de Chianciano
El Museo de Arte de Chianciano se encuentra ubicado en Chianciano Terme en la región de Toscana (Italia). Tiene una colección de obras de arte antiguo y contemporáneo.

## Colecciones del Museo
Las colecciones del museo cuentan con cinco partes.
- Arte contemporáneo:

El museo cuenta con una colección de arte contemporáneo de diferentes escuelas, particularmente obras abstractas de Tom Nash, Gelindo Baron, obras realistas de Francis Turner, Jincheng Liu, obras inclasificables de Albert Louden y obras del artista "post-Macchiaioli" Antonio Sbrana entre otros.
- Arte asiático antiguo:

El museo posee varias obras de arte asiático antiguo, como por ejemplo la colección «Loose». Entre estas obras, cuenta con un gran número de estatuas, copas, tazones, platos y piedras esculpidas. También, en esa parte del museo, se encuentra una ánfora con 5000 años aproximados de antigüedad en un estado pleno de conservación, siendo la obra más antigua del museo. 
- Dibujos:

La colección de dibujos del museo presenta obras que van del siglo XV hasta la actualidad; reúne nombres conocidos como el de Paolo Cagliari, conocido como el "Veronés", K. Ivanov, Rennato Guttuso, Giovanni Domenico Tiepolo y Maximilien Luce.
- Aguafuertes y grabados:

El museo reúne una colección de aguafuertes y grabados originales que remontan para las más antiguas al siglo XVI. Esas obras vienen de Instituciones y Museos internacionales como el Cincinnati Art Museum (Ohio, EE. UU.) y el Metropolitan Museum (Nueva York). Albrecht Dürer, Francisco José de Goya y Lucientes, Rembrandt o también Piranesi son nombres que componen esta colección. 
- Obras históricas:

En el museo se pueden encontrar obras que conllevan cierta importancia histórica, bien sea por su pertenencia a personajes históricos o porque fueron obras realizadas por ellos. (Obras de Napoleón III o de familias reales europeas así como una ícono que el Papa Pío XII ofreció a la Princesa Margaret.

## Bienal de Chianciano
La primera edición de la Bienal de Chianciano que tuvo lugar en el mismo museo de Arte, del 13 al 27 de septiembre de 2009, fue un evento importante del año y al que acudieron artistas de todo el mundo.